# Діер-Крік (Аризона)
Діер-Крік (англ. Deer Creek) — переписна місцевість (CDP) в США, в окрузі Гіла штату Аризона. Населення — 230 осіб (2020).

## Географія
Діер-Крік розташований за координатами 34°3′44″ пн. ш. 111°20′58″ зх. д. / 34.06222° пн. ш. 111.34944° зх. д. (34.062342, -111.349481).  За даними Бюро перепису населення США в 2010 році переписна місцевість мала площу 4,52 км², з яких 4,52 км² — суходіл та 0,00 км² — водойми.

## Демографія
Згідно з переписом 2010 року, у переписній місцевості мешкало 216 осіб у 105 домогосподарствах у складі 63 родин. Густота населення становила 48 осіб/км².  Було 129 помешкань (29/км²).
Расовий склад населення:
| - 96,8 % — білих - 1,9 % — корінних американців |

До двох чи більше рас належало 0,9 %. Частка іспаномовних становила 2,8 % від усіх жителів.
За віковим діапазоном населення розподілялося таким чином: 14,4 % — особи молодші 18 років, 49,5 % — особи у віці 18—64 років, 36,1 % — особи у віці 65 років та старші. Медіана віку мешканця становила 57,7 року. На 100 осіб жіночої статі у переписній місцевості припадало 101,9 чоловіків;  на 100 жінок у віці від 18 років та старших — 94,7 чоловіків також старших 18 років.
Середній дохід на одне домашнє господарство  становив 64 887 доларів США (медіана — 55 179), а середній дохід на одну сім'ю — 66 590 доларів (медіана — 40 972). За межею бідності перебувало 18,1 % осіб, у тому числі 0,0 % дітей у віці до 18 років та 11,5 % осіб у віці 65 років та старших.
Цивільне працевлаштоване населення становило 79 осіб. Основні галузі зайнятості: мистецтво, розваги та відпочинок — 30,4 %, освіта, охорона здоров'я та соціальна допомога — 19,0 %, роздрібна торгівля — 15,2 %, інформація — 12,7 %.